# Ba Lan tại Cuộc thi Khiêu vũ Eurovision
Ba Lan tham gia Cuộc thi Khiêu vũ Eurovision đầu tiên vào năm 2007. Katarzyna Cichopek và Marcin Hakiel là hai vận động viên đại diện cho đất nước tham gia cuộc thi. Hai vận động viên này là người đã giành chiến thắng trong cuộc thiTaniec z gwiazdami (phiên bản Ba Lan của cuộc thi Strictly Come Dancing). Điệu nhảy mà đội Ba Lan để được trình diễn tại cuộc thi là Cha-Cha-Cha và Showdance. Ba Lan đứng thứ tư, nhận được 84 điểm từ 12 quốc gia.
Ba Lan giành danh hiệu Eurovision đầu tiên trong Cuộc thi Khiêu vũ Eurovision 2008, đứng đầu với 154 điểm.

## Lịch sử
Đôi Edyta Herbuś và Marcin Mroczek của Ba Lan giành chiến thắng trong Cuộc thi Khiêu vũ Eurovision 2008, năm đó cuộc thi tổ chức tại Trung tâm Hội nghị và Triển lãm Scotland ở Glasgow, Scotland. Cặp đôi này đã biểu diễn một phiên bản của Rumba, Cha-Cha-Cha và Jazz Dance, nhận được 20 điểm từ ban giám khảo và 134 điểm từ khán giả bình chọn, tổng số điểm là 154. Họ được các đội thi như Áo, Đan Mạch, Ireland, Hà Lan, Vương quốc Anh cho điểm số tối đa là 12 điểm. Nga đứng ở vị trí thứ hai với 121 điểm và Ukraine với 119 điểm. Ba Lan là quốc gia thành công nhất trong lịch sử Cuộc thi Khiêu vũ Eurovision.